# Rock Rapids
Rock Rapids település az USA Iowa államában, Lyon megyében, melynek megyeszékhelye is. Lakosainak száma 2611 fő (2020. április 1.).

## Népesség
A település népességének változása:

| 2010 | 2 549 |
| 2020 | 2 611 |